# Knapper
Knapper är en tidigare tätort i Nord-Odals kommun i Innlandet fylke i östra Norge. Orten ligger där fylkesväg 1932 möter fylkesväg 1934, norr om tätorten Mo.
Sedan 2011 räknas orten inte längre som en tätort.